# Lisszosz
Lisszosz (ógörög Λισσός; latin Lissus) ókori illír város és erőd Illíriában, később görög gyarmatváros, majd municipium a Római Birodalom Illyricum provinciájában. Ma Lezha városa Északnyugat-Albániában, az adriai partvidéken elterülő síkon, a Drin torkolatánál.

## Története
Az i. e. 8. században illírek telepedtek le itt, akik az i. e. 6. században a város melletti hegytetőn létrehozták erődített településüket is. Szürakuszai türannosza, I. Dionüsziosz i. e. 385-ben alapított itt gyarmatot Lisszosz néven, de az erőd Akrolisszosz (Ἀκρόλισσόσ) néven tovább élte a maga életét mint hírhedt illír rablóvár. V. Philipposz makedón király i. e. 213-ban rövid időre elfoglalta a települést. I. e. 168-ban Lissus néven római uralom alá került a város, s ekkor létesítették közeli kikötőjét, Nymphaeumot is (ma Shëngjin). Marcus Antonius i. e. 48-ban már ezt a kikötőt használta, amikor Pompeius elleni hadjárata során kikötött Illíriában. Korábban, i. e. 56-ban Iulius Caesar is járt Lissusban, és megerősíttette a város védelmét.
Az i. sz. 3–4. században Lissus püspöki székhely volt.

## Régészeti leírása
Az egykori illír fellegvár, Akrolisszosz impozáns romjai egy mintegy 1,5 hektáros területen ma is láthatóak és bejárhatóak. Az 500 méter hosszan húzódó várfal egyes részei még őrzik az eredeti ciklopfalazás nyomait. A városban feltárták néhány illír és római korabeli épület, valamint egy 5–6. századi keresztelőkápolna romjait.